# 121557 Paulmason
121557 Paulmason este o planetă minoră (asteroid), cu un diametru de 6,213 km, din centura de asteroizi. A fost descoperită pe 3 noiembrie 1999 la Catalina Station⁠(d) de Catalina Sky Survey. 
Obiectul prezintă o orbită caracterizată de o semiaxă mare de 3,14029305096 UAi, o excentricitate de 0,23, o înclinație de 9,4 ° în raport cu ecliptica.